# Keita Endō
Keita Endō (遠藤 渓太 Endō Keita?, Yokohama, Kanagawa, 22 de noviembre de 1997) es un futbolista japonés que juega como centrocampista en el F. C. Tokyo de la J1 League.

## Clubes
| Club                         | País     | Año       |
| ---------------------------- | -------- | --------- |
| Yokohama F. Marinos          | Japón    | 2016-2021 |
| F. C. Union Berlin (cedido)  | Alemania | 2020-2021 |
| F. C. Union Berlin           | Alemania | 2021-2024 |
| Eintracht Brunswick (cedido) | Alemania | 2022-2023 |
| F. C. Tokyo (cedido)         | Japón    | 2024      |
| F. C. Tokyo                  | Japón    | 2024-     |

## Palmarés

### Títulos nacionales
| Título    | Club                | País  | Año  |
| --------- | ------------------- | ----- | ---- |
| J1 League | Yokohama F. Marinos | Japón | 2019 |

### Distinciones individuales
| Distinción                              | Año  |
| --------------------------------------- | ---- |
| Premio Nuevo Héroe de la Copa J. League | 2018 |